# Lestodiplosis verbenifolia
Lestodiplosis verbenifolia är en tvåvingeart som beskrevs av Ephraim Porter Felt 1908. Lestodiplosis verbenifolia ingår i släktet Lestodiplosis och familjen gallmyggor.
Artens utbredningsområde är New York. Inga underarter finns listade i Catalogue of Life.